# Rhipidomys ipukensis
Rhipidomys ipukensis (Rocha, Costa & Costa, 2011) è un roditore della famiglia dei Cricetidi endemico del Brasile.

## Descrizione

### Dimensioni
Roditore di piccole dimensioni, con la lunghezza della testa e del corpo tra 99 e 141 mm, la lunghezza della coda tra 113 e 165 mm, la lunghezza del piede tra 24 e 27 mm, la lunghezza delle orecchie tra 20 e 23 mm e un peso fino a 103 g.

### Aspetto
La pelliccia è corta e ruvida. Le parti dorsali variano dal bruno-giallastro al bruno-arancione con la base dei peli grigie, i fianchi sono più chiari mentre le parti ventrali variano dal biancastro al color crema. Gli individui più giovani sono grigio chiari dorsalmente e bianchi ventralmente. Le orecchie sono grandi, marroni e talvolta con una piccola chiazza chiara alla base. I piedi sono larghi e con una sottile macchia scura delimitata da peli biancastri sul dorso. Gli artigli sono nascosti da ciuffi di peli bianchi. La coda è più lunga della testa e del corpo, è uniformemente grigio scura e rivestita da corti peli che diventano sempre più lunghi verso l'estremità dove è presente un ciuffo.

## Biologia

### Comportamento
È una specie arboricola.

### Alimentazione
Si nutre di semi.

### Riproduzione
Femmine che allattavano e maschi sessualmente attivi sono stati catturati nel mese di settembre.

## Distribuzione e habitat
Questa specie è conosciuta soltanto in tre località nello stato brasiliano di Tocantins.
Vive nelle foreste stagionalmente alluvionali.

## Conservazione
Questa specie, essendo stata scoperta solo recentemente, non è stata sottoposta ancora a nessun criterio di conservazione.